# 寛容のパラドックス
寛容のパラドックス（かんようのパラドックス、英: paradox of tolerance）とは、カール・ポパーが1945年に発表したパラドックスである。このパラドックスは、「もし社会が無制限に寛容であるならば、その社会は最終的には不寛容な人々によって寛容性が奪われるか、寛容性は破壊される」と述べる。
ポパーは、「寛容な社会を維持するためには、寛容な社会は不寛容に不寛容であらねばならない」という一見矛盾した結論に達した。なお、ポパーは不寛容な哲学の発言を禁止するべきではなく、合理的な議論で打ち返すべきであり、拳固やピストルを用いて自説を押し付け反対者の自由を禁じようとした時に、不寛容に対して不寛容である権利を要求するべきであるとした。
権力や立場の差を考慮せずにすべての言論を等しく自由に認めることは、実際には強者を利して弱者に不利益をもたらす「抑圧的寛容」であると論じ、右派の言論を認めず左派の言論に対して寛容になる「開放的寛容」こそが真の寛容であると主張したのは、新左翼の父と呼ばれているヘルベルト・マルクーゼである。

## 歴史

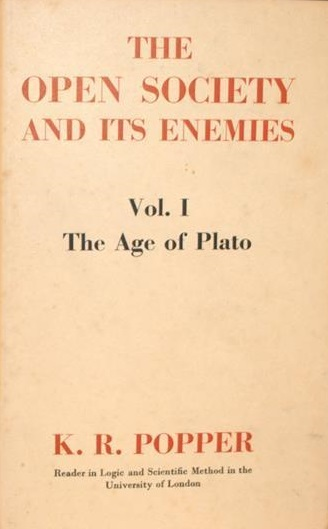
1945年にカール・ポパーによって出版された『開かれた社会とその敵』の第1巻

哲学者カール・ポパーは、1945年に『開かれた社会とその敵』第1巻（第7章、注4）においてこのパラドックスを定義した。
「寛容のパラドックス」については、あまり知られていない。無制限の寛容は確実に寛容の消失を導く。もし我々が不寛容な人々に対しても無制限の寛容を広げるならば、もし我々に不寛容の脅威から寛容な社会を守る覚悟ができていなければ、寛容な人々は滅ぼされ、その寛容も彼らとともに滅ぼされる。――この定式において、私は例えば、不寛容な思想から来る発言を常に抑制すべきだ、などと言うことをほのめかしているわけではない。我々が理性的な議論でそれらに対抗できている限り、そして世論によってそれらをチェックすることが出来ている限りは、抑制することは確かに賢明ではないだろう。しかし、もし必要ならば、たとえ力によってでも、不寛容な人々を抑制する権利を我々は要求すべきだ。と言うのも、彼らは我々と同じ立場で理性的な議論を交わすつもりがなく、全ての議論を非難することから始めるということが容易に解るだろうからだ。彼らは理性的な議論を「欺瞞だ」として、自身の支持者が聞くことを禁止するかもしれないし、議論に鉄拳や拳銃で答えることを教えるかもしれない。ゆえに我々は主張しないといけない。寛容の名において、不寛容に寛容であらざる権利を。
「寛容のパラドックス」という言葉は、ポパーの著作である『開かれた社会とその敵』の本文のどこにも出てこない。その言葉は第7章の注釈として、プラトンが「慈悲深い専制政治」に対する弁明の中で提案したパラドックスに対して登場している。プラトンの示すパラドックスは、真の寛容によって必然的に不寛容につながるので、寛容の問題を多数派の支配に任せるよりも、悟りを開いた「哲人王」の独裁的な支配の方が望ましいというものである。ポパーの著作の第7章、特に第2節の文脈では、寛容のパラドックスに関する注釈は、独裁主義の根拠としてのパラドックスに特化したポパーの反論をさらに説明することを意図している。それにもかかわらず、民主主義制度の外でのヘイトスピーチなどの不寛容な言論に対する超法規的な（暴力的なものを含む）抑圧を擁護するために、ポパーの言葉に誤った解釈がしばしばなされている。このように、文脈の中では、他のすべての試みが失敗したときに弾圧に同意するというポパーの譲歩は、その基礎の中では公正でなければならないが、必然的に不完全なものになるであろう憲法上の法の支配を持つ自由民主主義の国家にのみ適用される。
1971年、哲学者のジョン・ロールズは、著書『正義論』において、公正な社会は不寛容に寛容であらねばならないと結論づけている。そうでなければ、その社会は不寛容と言うことになり、そうするとつまり、不公正な社会ということになるとしている。 しかし、ロールズはまた、ポパーと同様に、社会は寛容という原則よりも優先される自己保存の正当な権利を持っていると主張している。曰く、「不寛容な人々に対して、たとえ彼らが不寛容だからと言っても、不寛容を言い渡されて当然だということはないが、寛容な人々が、自身の安全と自由の制度が危機に瀕していると切実かつ合理的な理由から信じる場合に限り、不寛容な人々の自由は制限されるべきだ」
マイケル・ウォルツァーは1997年の著作「寛容について」の中で、「我々は不寛容に寛容であるべきか？」と問いかけた。彼は、寛容の恩恵を受けている少数派の宗教団体のほとんどは、少なくともいくつかの点では、彼ら自身が不寛容であると指摘する。寛容な政治体制の元では、このような人々は寛容を学ぶかもしれないし、あるいは少なくとも、「あたかもそのような美徳を保有しているかのように」ふるまうかもしれないと述べている。
第3代アメリカ合衆国大統領のトマス・ジェファーソンは、最初の就任演説で、既に「寛容な社会」という概念に言及していた。合衆国とその連合を不安定にする可能性のある人たちについて、曰く、「…彼らを邪魔しないでおけ。理性が間違った意見と自由に戦えるような場所では、間違った意見に寛容であっても安全である、ということの証として。」（訳注：トマス・ジェファーソンの大統領就任演説においてアメリカでは有名な一節）
日本のフランス文学者である渡辺一夫は、「寛容は自らを守るために不寛容に対して不寛容になるべきか」というエッセイの中で、寛容のパラドックスについて検討した。渡辺は「寛容は自らを守るために不寛容に対して不寛容たるべきでない」と結論する。また、寛容が自らを守るために不寛容に対して不寛容になるのは「寛容の自殺」でしかないとも述べている。そして寛容と不寛容が対峙するときには、不寛容ははじめから終わりまで躊躇なしに暴力を用いるのに対して、寛容の武器は説得と自己反省しかないとして、寛容は常に不寛容に対して無力であり敗れ去るものであるという。さらに、不寛容は手っとり早く、容易であり、壮烈であり、男らしいように見えて、寛容は忍苦を要し、困難で、卑怯にも見え、女々しく思われるので、不寛容には寛容よりも魅力があることを指摘する。また、普通人と狂人の差は自身がいつ狂人になるか反省できるかどうかとして、秩序維持に当る、現在の秩序から安定と福祉を与えられている人々は、既成秩序の欠陥を人一倍深く感じたり、その欠陥の犠牲になって苦しんでいる人々がいることを、十分に弁える義務を持つべきであると述べている。渡辺によると、「自己批判」を自ら行わない人は「寛容」にはなりきれず、「寛容」のなんたるかを知らぬ人は「自己批判」を他人に強要するという。

### 「寛容」と「言論の自由」
寛容のパラドックスは、もし言論の自由のどこかに境界線が引かれるとすればどこに引かれるべきか、と言う議論において重要である。ポパーは、「言論の自由をそれを自らが立脚しているまさにその原則を破壊するために用いる者たちに認めるのは矛盾である」と主張した。マイケル・ローゼンフェルドは、「思い通りになるなら反対派の言論を容赦なく抑圧するであろう過激派に、言論の自由を広げることは矛盾している」と述べ、「ヘイトスピーチに対する寛容」と言う問題に、西欧の民主主義社会と合衆国とでは異なるアプローチを取っていると指摘した。
ある者は、「不寛容な発言は、単なる排他的態度のシグナルに過ぎないのだから、排他的態度に基づいた暴力や、直接的な抑圧的な行動などとは違った断罪の基準に従わなければならない」と主張する。 「自らの独断に基づいて不寛容な発言を暴力的に押さえつける行動は、どのような場所でも暴力を正当化する。しかも、個々人のそれぞれの独断に基づいて、なのだぞ」。
寛容を暴力的に破壊する不寛容な言論を押さえつけるための、寛容な人々の側による暴力的な不寛容、に対する批判は、ユルゲン・ハーバーマス
とカール＝オットー・アーペル によって創始された討議倫理学の特徴でもある。「合意に達するという手段は、力という道具によって繰り返し押しのけられる（The means of reaching agreement are repeatedly thrust aside by the instruments of force.）」(Ibid. Habermas) 。

### 「ホモフィリー」と不寛容の関係性
「ホモフィリー」（訳注：同じ趣味や価値観で繋がっている集団のこと。以下、日本語で解りやすく「友達グループ」と訳す）と不寛容との関係性は、とある友達グループの中の寛容な人が、他のグループの寛容なメンバーとの良好な関係を結ぶか、あるいは今の自分がいる友達グループの不寛容なメンバーとの良好な関係を維持するか、どちらを選ぶかのジレンマに直面した時、はっきりと現れる。
前者を選んだ場合、今の自分がいる友達グループの中の不寛容なメンバーが、自分と他のグループのメンバーとの良好な関係を許さず、結果として、自分と他の友達グループの寛容な同志との間に消極的な関係を必然的に招く。
後者を選んだ場合、他のグループの個人に対して消極的な関係を取ることを選んだということは、今の自分がいる友達グループの中の不寛容なメンバーによって支持され、結果として、今の自分がいる友達グループ内の良好な関係を促進することになる。
このジレンマは、AgiderとParravanoの「不寛容者に対する寛容：社会的に安定したネットワークにおけるホモフィリー、不寛容、そして隔離」において考え出されたものだが、このジレンマが個々人で構成される共同体を形作っており、そして彼らの関係はフリッツ・ハイダーのバランス理論に従って形成された形に影響されている。

## 参照
1. 1 2  Popper, K., Havel, V., and Gombrich, E. (2002) The Open Society and Its Enemies. Edition 7. Volume 1: The Spell of Plato; Chapter VII, Section II, p136, P2-3. London and New York: Routledge, Taylor & Francis Group. ISBN 0-415-28236-5 Hbk
2. ↑  “II-5 「思想と討論の自由」が守られなければならない理由”. 晶文社スクラップブック (2022年6月5日). 2022年6月6日閲覧。
3. ↑  Popper, Karl, The Open Society and Its Enemies, volume 1, The Spell of Plato, 1945 (Routledge, United Kingdom); ISBN 0-415-29063-5
978-0-691-15813-6 (1 volume 2013 Princeton ed.)
4. ↑  Rawls, John (1971). A Theory of Justice. p. 220. ISBN 0-674-00078-1.
5. ↑  Ding, John Zijiang (December 2014). “Introduction: Pluralistic and Multicultural Reexaminations of Tolerance/Toleration”. Journal of East-West Thought 4.
6. ↑  Walzer, Michael (1997). On Toleration. New Haven: Yale University Press. pp. 80–81. ISBN 0-300-07600-2
7. ↑  “Thomas Jefferson, First Inaugural Address, Chapter 4, Document 33”. The Founders' Constitution (The University of Chicago Press) 1. (1801-03-04).
8. ↑  渡辺 1993, p. 302–303.
9. 1 2  鷲田清一 折々のことば 2020年12月18日 朝日新聞
10. ↑  渡辺 1993, p. 307.
11. ↑  渡辺 1993, p. 320–321.
12. ↑  渡辺 1993, p. 305.
13. ↑  渡辺 1993, p. 306.
14. ↑  Cohen-Almagor, Raphael (1994). “Popper's Paradox of Tolerance and Its Modification”. The Boundaries of Liberty and Tolerance: The Struggle Against Kahanism in Israel. University Press of Florida. p. 25. ISBN 9780813012582
15. ↑  Rosenfeld, Michel (April 1987). “Review: Extremist Speech and the Paradox of Tolerance”. Harvard Law Review 100:  1457–1481. doi:10.2307/1341168. JSTOR 1341168.
16. ↑  “The Ethical Dilemma of the Intolerance of Intolerance” (英語). Cultural Analysis & Philosophy (2017年12月10日). 2019年12月13日閲覧。 - 2018年1月7日時点のアーカイブ。
17. ↑  Habermas, Jürgen (1990). Moral  Consciousness  and  Communicative  Action. Polity Press. p. 106
18. ↑  Apel, Karl-Otto (1996). Selected  Essays:  Ethics  and  the  Theory  of  Rationality. Humanities Press International. pp. 210–211
19. ↑  Aguiar, Fernando; Parravano, Antonio (2013). “Tolerating the Intolerant: Homophily, Intolerance, and Segregation in Social Balanced Networks”. Journal of Conflict Resolution. doi:10.1177/0022002713498708.
20. ↑  Heider, Fritz (1946). “Attitudes and Cognitive Organization”. Journal of Psychology 21:  107–12.
21. ↑  Heider, Fritz (1958). The Psychology of Interpersonal Relations. New York: Psychology Press. ISBN 9780898592825